# Helicóptero militar
Um helicóptero militar é um helicóptero usado por forças militares. Existem para diferentes funções militares, sendo a mais comum o transporte aéreo. Algumas forças armadas também possuem helicópteros de ataque e helicópteros especializados para missões específicas, como reconhecimento aéreo, C-SAR, luta antissubmarino, e luta contra minas terrestres.